# Anthony Hoynck van Papendrecht (1819-1877)
Anthony Hoynck van Papendrecht (Rotterdam, 16 januari 1819 - Rotterdam, 30 september 1877) was een Rotterdams rechter en politicus.
Anthony Hoynck van Papendrecht was een zoon van advocaat en deken van de Orde van Advocaten in Rotterdam, Paulus Cornelis Hoynck van Papendrecht en Maria Elisabeth Scheltus. Hij was een kleinzoon van de patriottistisch bestuurder en het Tweede Kamerlid Anthony Hoynck van Papendrecht (1762-1837). Hij studeerde Romeins en hedendaags recht aan de Hogeschool te Leiden, waar hij in 1842 promoveerde op dissertatie. Hoynck van Papendrecht was van 1842 tot 1847 advocaat in Rotterdam, en in 1843 trouwde hij in Schiedam met Jacoba Diederika Loopuyt, dochter van de bankier en het latere Eerste Kamerlid Pieter Loopuyt.
Hoynck van Papendrecht werd in 1847 rechter in Rotterdam, en ging in 1850 de politiek in als lid van de Provinciale Staten van Zuid-Holland. Vanaf 1851 was hij daarnaast gemeenteraadslid in Rotterdam. In 1854 verruilde hij de Provinciale Staten voor de Tweede Kamer der Staten-Generaal, waar hij twaalf jaar een pragmatisch liberaal was. Hij sprak er met name over justitiële onderwerpen, waterstaat, scheepvaart, handel en koloniën.
In 1866 stelde hij zich niet herkiesbaar, en werd hij Wethouder van Rotterdam, en keerde ook weer terug in de Provinciale Staten. Dit zou hij tot zijn overlijden in 1877 blijven.
- Biografisch Portaal: 23460653
- Digitale Bibliotheek voor de Nederlandse Letteren: hoyn004
- International Standard Name Identifier: 0000 0004 5272 5900
- Nederlandse Thesaurus van Auteursnamen: 393644340
- Parlement.com: vg09ll1uogw0
- Virtual International Authority File: 317184641
- WorldCat: E39PBJfRyYM77tBwQhJpMYXGHC